# Pragu
Pragu is een bestuurslaag in het regentschap Rembang van de provincie Midden-Java, Indonesië. Pragu telt 1070 inwoners (volkstelling 2010).